# Avidius Cassius
Pour les articles homonymes, voir Cassius.
Avidius Cassius (Caius Avidius Cassius) (v./aut. 130 - juillet 175) est un sénateur, consul et général romain de l’empereur Marc Aurèle.

## Biographie

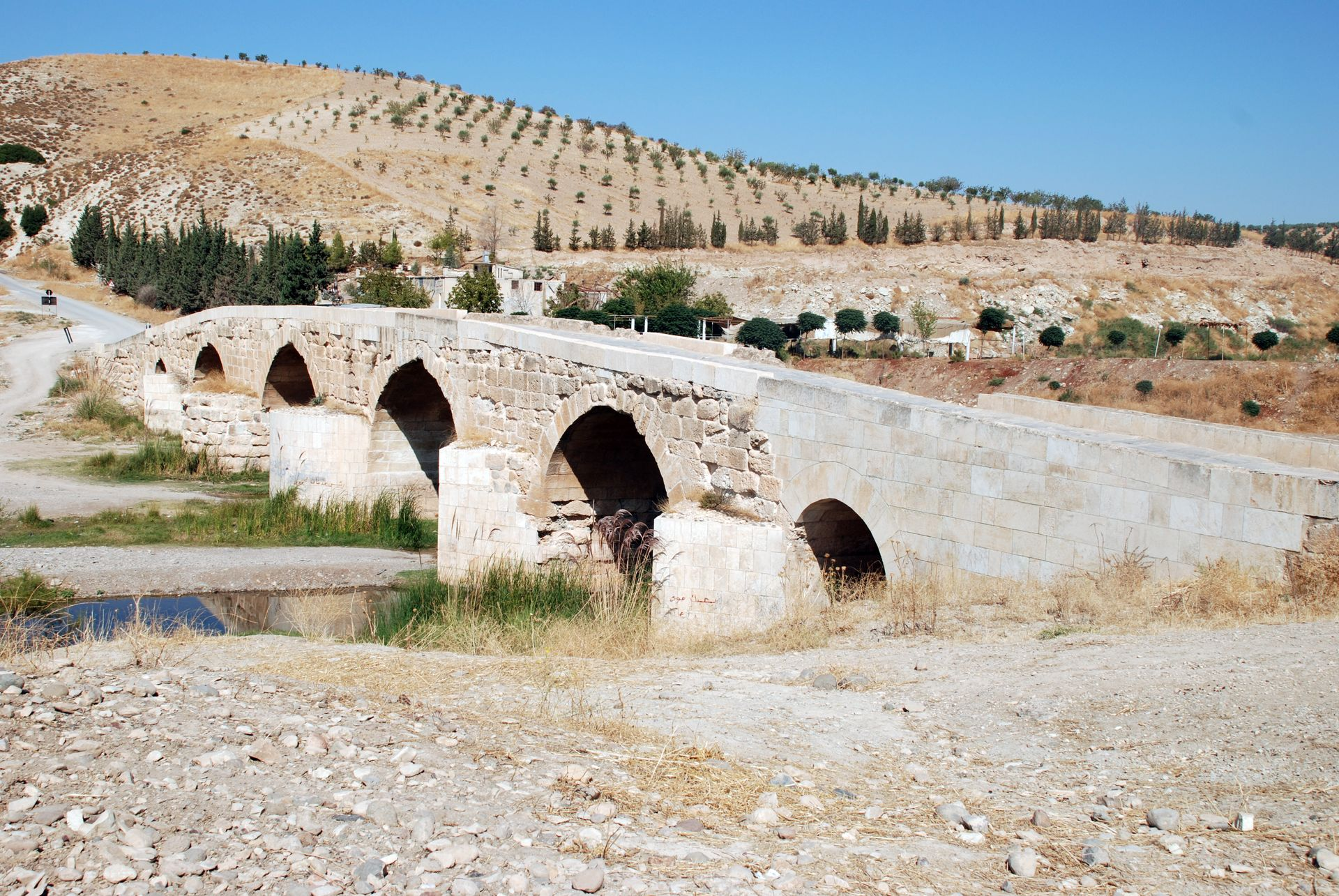
Pont romain sur le Saboun près de Cyrrhus en 2009.

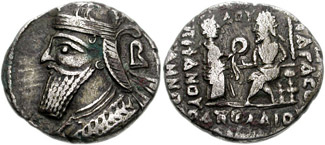
Monnaie parthe de Vologèse IV, v. 105-147.

Fils de Caius Avidius Heliodorus, un haut fonctionnaire d'Hadrien, et de sa femme Julia Cassia, né à Cyrrhus et donc d'origine syrienne, il appartient à l'une de ces grandes familles de notables syriens entrées dans l'ordre équestre et l'ordre sénatorial.
Il commence une brillante carrière militaire dont les débuts sont mal connus. Il fut consul suffect entre 161/163.
Il est envoyé en 162 avec Statius Priscus, sous les ordres de Lucius Verus, combattre les Parthes qui en 161 ont envahi les provinces orientales de l’empire. Très vite Lucius Verus abandonne la réalité des opérations militaires à Avidius Cassius, légat de la IIIe Légion Gallica, qui vainquit en tant que commandant de l'armée Vologèse IV en 164 et s'empare de Séleucie du Tigre, puis de Ctésiphon, la capitale parthe, en 165. Il fut accusé, plus tard, d'avoir ramené, avec son armée, l'épidémie de peste antonine. En 166, Avidius Cassius se voit attribuer le gouvernement de la Syrie.
Selon Maurice Sartre qui s'appuie sur les sources antiques, il reçoit à partir de 169 un commandement plus large sur l'Orient romain, mais les limites exactes de sa juridiction ne sont guère précises. Pour Edward Dabrowa la date de 169 ne représente pas un tournant dans la carrière d'Avidius Cassius. Selon lui Xiphilin et Philostrate donnent une formulation générale à la situation particulière d'Avidius Cassius qui avait reçu le pouvoir d'intervenir militairement dans les provinces proches de la Syrie, en particulier l'Égypte.
À partir de 172 il fut bien aussi gouverneur d'Asie. En 172, il entre en Égypte à la tête de ses légions pour mettre fin à la révolte des Boukôloi, bergers du Delta du Nil, qui menacent Alexandrie. Selon le même auteur, il est issu de la dynastie des rois de Commagène. Il est donc un lointain descendant des Séleucides. Son origine et son lieu de naissance semblent pouvoir expliquer son prestige dans les provinces orientales de l'Empire, autrefois domaine de ses ancêtres.
Il croit sa chance venue en 175, quand la rumeur de la mort de Marc Aurèle parvient jusqu’à lui, et se fait proclamer empereur grâce à une vaste conjuration qui s’étend en Égypte et en Syrie. En revanche Publius Martius Verus, le gouverneur de Cappadoce, reste fidèle à Marc Aurèle, ce qui permet à l'empereur de rassembler les légions danubiennes qui viennent de vaincre les Quades et les Marcomans.
Le Sénat déclare Avidius Cassius ennemi public, quoique Marc Aurèle exprime sa volonté de pardon. Au moment où l’empereur se prépare à marcher sur les troupes d'Avidius Cassius, ce dernier est assassiné en juillet 175 par un centurion de ses propres soldats révoltés, après 3 mois et 6 jours de règne. Sa tête est envoyée à l’empereur qui refuse de la voir et exige qu’elle soit enterrée.
Sa femme Volusia Maecina, fille de Lucius Volusius Maecianus, lui survivait. Ils ont eu pour fils Avidius Heliodorus, banni par ordre de l'empereur et Avidius Maecianus, tué après la révolte, et pour filles Avidia Alexandra, femme de Tiberius Claudius Dryantianus Antoninus, qui a été autorisée à conserver sa liberté, bien que ses mouvements eussent été limités, et Volusia Laodice, femme de Quintus Tineius Sacerdos.